# Levi-Civitajev simbol
Levi-Civitajev simbol ali tudi permutacijski simbol je določen z:
{\displaystyle \epsilon _{ijk}=\left\lbrace {\begin{matrix}+1;&{\mbox{pri }}(i,j,k){\mbox{ je }}(1,2,3),(2,3,1){\mbox{ ali }}(3,1,2)\\-1;&{\mbox{pri }}(i,j,k){\mbox{ je }}(3,2,1),(1,3,2){\mbox{ ali }}(2,1,3)\\0;&{\mbox{ sicer: }}i=j{\mbox{ ali }}j=k{\mbox{ ali }}k=i\end{matrix}}\right.}
Simbol je vpeljal Tullio Levi-Civita. Zapišejo ga tudi kot (ijk). Uporablja se na mnogih matematičnih in fizikalnih področjih. V linearni algebri se lahko na primer vektorski produkt dveh vektorjev zapiše kot: 
{\displaystyle \mathbf {a\times b} ={\begin{vmatrix}\mathbf {e_{1}} &\mathbf {e_{2}} &\mathbf {e_{3}} \\a_{1}&a_{2}&a_{3}\\b_{1}&b_{2}&b_{3}\\\end{vmatrix}}=\sum _{i,j,k=1}^{3}\epsilon _{ijk}\mathbf {e_{i}} a_{j}b_{k}}
ali preprosteje:
{\displaystyle \mathbf {a\times b} =\mathbf {c} ,\ c_{i}=\sum _{j,k=1}^{3}\epsilon _{ijk}a_{j}b_{k}\;.}
Takšen zapis se lahko še poenostavi z Einsteinovim zapisom:
{\displaystyle c_{i}=\epsilon _{ijk}a_{j}b_{k}\;.}
Tenzor katerega komponente so dane z Levi-Civitajevimi simboli (kovariantni tenzor ranga 3) se včasih imenuje permutacijski tenzor. 
Vedno, kadar se med seboj zamenja dva indeksa, se spremeni znak. Tako velja:
{\displaystyle \epsilon _{ijk}=-\epsilon _{ikj}\;.}
Levi-Civitajev simbol se lahko posploši na višje razsežnosti:
{\displaystyle \epsilon _{ijkl\dots }=\left\lbrace {\begin{matrix}+1;&{\mbox{pri }}(i,j,k,l,\dots ){\mbox{ je soda permutacija }}(1,2,3,4,\dots )\\-1;&{\mbox{pri }}(i,j,k,l,\dots ){\mbox{ je liha permutacija }}(1,2,3,4,\dots )\\0;&{\mbox{sicer pri dveh enakih indeksih}}\end{matrix}}\right.}
Za definicijo sode in lihe permutacije glej soda permutacija ali grupa simetrij.
Simbol v tej zvezi je Kroneckerjeva delta. Med Levi-Civitajevim simbolom in Kroneckerjevo delta velja pomembna zveza:
{\displaystyle \epsilon _{ijk}\epsilon _{imn}=\delta _{jm}\delta _{kn}-\delta _{jn}\delta _{km}\;.}